# Tracteur Ford série N
Le Tracteur Ford série N est une gamme de  tracteurs agricoles de ferme produit par Ford entre 1939 et 1952, couvrant les modèles 9N, 2N, et 8N.
Le 9N a été le premier modèle de tracteur Américain de production à intégrer l'attelage trois-points de  Harry Ferguson, un système de conception encore utilisé sur la plupart des tracteurs modernes actuels. Il est commercialisé en octobre 1939. Le 2N, introduit en 1942, est le 9N avec certaines améliorations de détail. Le 8N, qui a débuté en juillet 1947, est en grande partie une nouvelle machine qui dispose de plus de puissance et d'une amélioration de la transmission. Il s'est avéré être le tracteur de ferme le plus populaire de tous les temps en Amérique du Nord. Ford utilisait les brevets Ferguson sans respecter les ayants droit, et un procès s'ensuivit, que Ferguson gagna.

## Le développement des tracteurs Ford-Ferguson

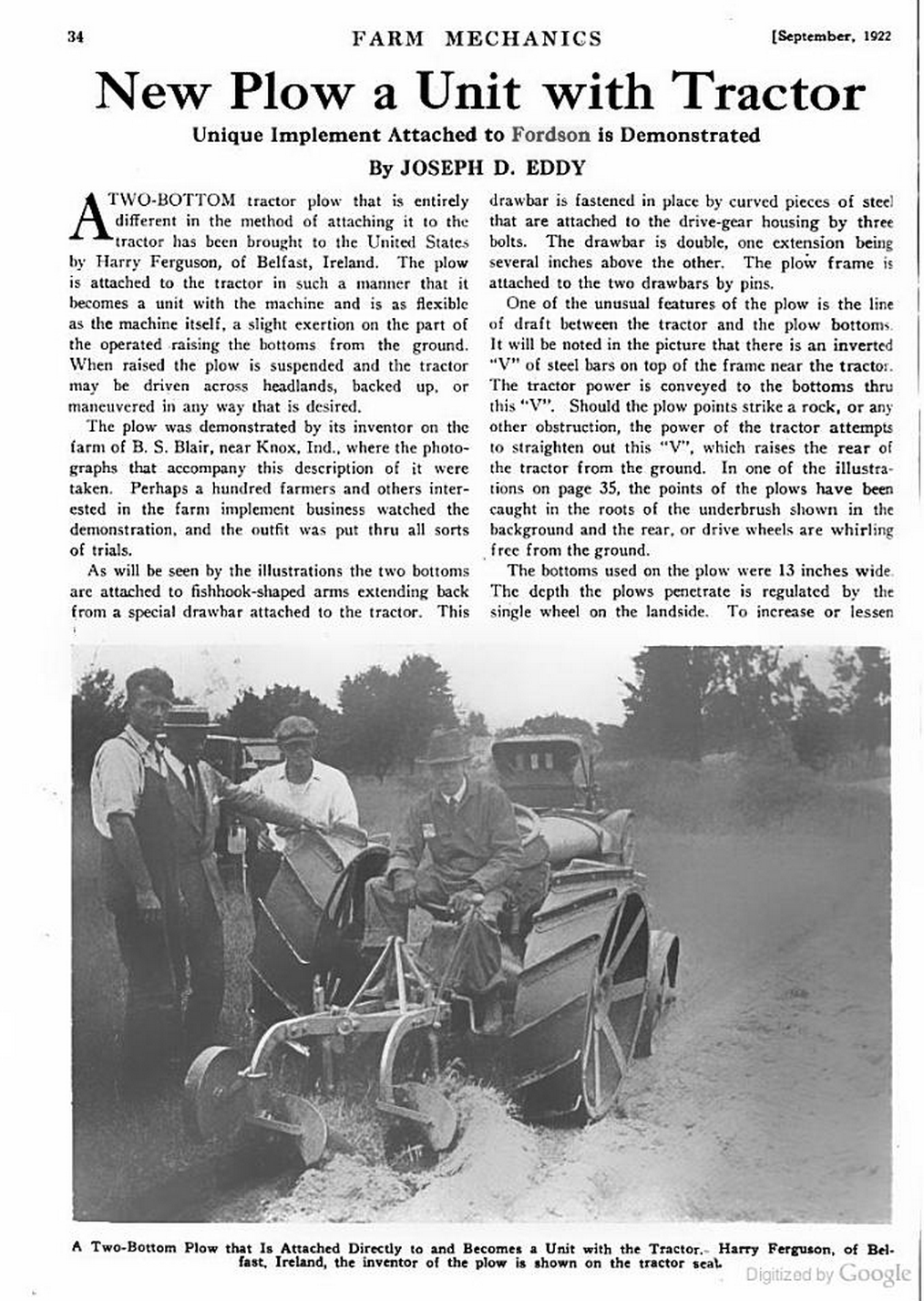
Un article de magazine montrant et décrivant l'attelage de Harry Ferguson en développement, la situation de 1922. Le hic, c'est qu'il est présenté comme une fixation accessoire montée sur un tracteur Fordson. C'est ici une version entièrement mécanique avec une roue de profondeur (la petite roue qui définit la profondeur de labour).

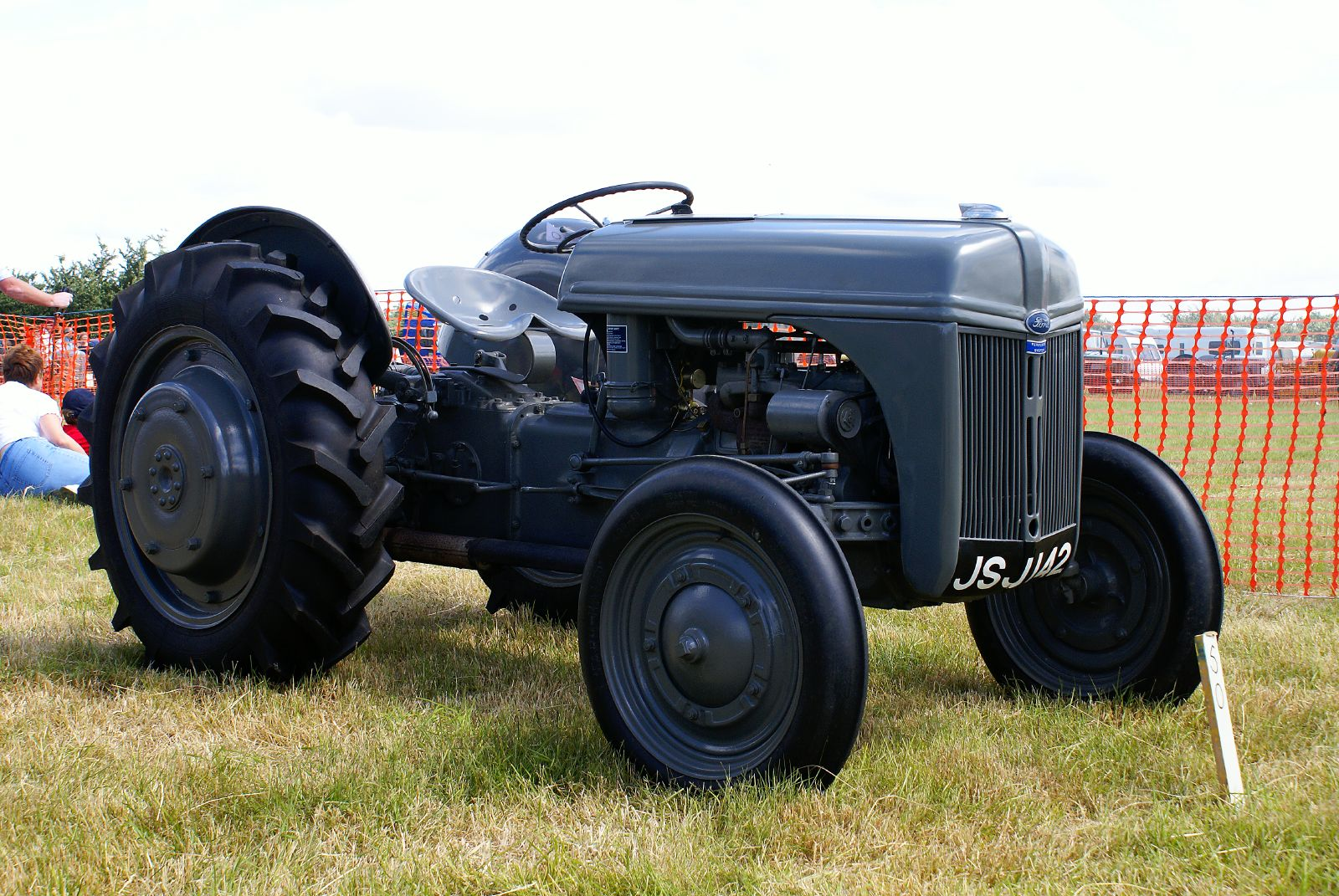
Ford-Ferguson Modèle 9N

Le premier véritable tracteur Ford, appelé le Fordson (parce qu'une marque Ford trompeuse, pas liée à Henry Ford, utilisait le nom de Ford à l'époque), a été commercialisé en Amérique du Nord et en Europe entre 1917 et 1928. Ford États-Unis abandonna le marché des tracteurs en 1928. Ford Ltd Grande-Bretagne a continué à prospérer avec le Fordson à partir de 1928. Certains Fordson Britanniques ont été importés aux États-Unis durant la décennie suivante. Henry Ford a continué la R&D sur les tracteurs aux États-Unis après 1928. Durant les années 1930, des expériences ont été faites chez Ford dans les installations de Dearborn, au Michigan et Richmond Plantation, en Géorgie, créant des prototypes de tricycles Fordsons, des tracteurs V8 à une roue directrice, et d'autres idées. Mais Henry Ford attendit pour rentrer sur le marché, planifiant d'avoir le bon nouveau tracteur au bon moment pour atteindre le succès dans un marché changeant.
En Irlande, l'homme d'affaires Harry Ferguson  développe et vend différentes amélioration, accessoires, et tracteurs depuis les années 1910. Ses premiers tracteurs sont adaptés de la voiture Modèle T. En 1920 et 1921, il a fait des démonstrations à Cork et à Dearborn de ses accessoires, comme pièces jointes à des tracteurs Fordson. Les dispositifs d'attelage sont mécanique à l'époque. En 1926, lui et une équipe d'anciens collègues (y compris Willie Sables et Archie Greer) développent un bon attelage hydraulique à trois points d'attache. Ferguson place ses accessoires sur des tracteurs Fordsons au cours des années 1920 et au début des années 1930. Au milieu des années 1930, David Brown Ltd construit des tracteurs de la marque Ferguson avec ses accessoires. En 1938, Eber Sherman, importateur des Fordsons anglais aux États-Unis et ami de Ford et de Ferguson, s'arrange pour que Ferguson puisse démontrer son tracteur à Henry Ford. En octobre 1938, la démonstration devant Ford et ses ingénieurs a lieu. Il était léger par rapport à sa puissance, ce qui impressionna Ford. La démonstration de Ferguson conduit à un accord "poignée de main" avec Ford en 1938, où Ford s'engage à fabriquer des tracteurs munis de l'attelage trois points de Ferguson.
Ford Motor Company a investi 12 millions de dollars dans l'outillage pour financer la nouvelle société de distribution Ferguson. L'investissement a entraîné la production du tracteur 9N, présenté le 29 juin 1939. Il a été officiellement appelé "Tracteur Ford avec système Ferguson", bien que le nom de Ford Ferguson ait été largement utilisé. Il est proposé au prix de $585 y compris les pneus en caoutchouc, la prise de force, le système Ferguson hydraulique, le démarreur électrique, le générateur et la batterie; les lumières sont facultatives. Le Ford 9N a encore amélioré l'acariâtre Modèle F par la mise à jour de l'allumage à l'aide d'un distributeur et d'une bobine. Un système innovant de pneus pour les roues arrière et un essieu à supports polyvalent pour l'avant permet aux agriculteurs de l'adapter à toute la largeur de la ligne de récolte ou de travail dont ils ont besoin. Le 9N pèse 1.061 kg et délivre 13 chevaux, il pouvait tirer une charrue à deux socs. Il a été conçu pour être sûr, silencieux et facile à utiliser. Ford a dit une fois "Notre concurrent est le cheval."; le 9N a été prévu pour les agriculteurs qui n'ont pas l'esprit mécanique.
Un succès immédiat, la configuration du 9N est devenu un standard de l'industrie, qui a été suivi par d'autres fabricants de tracteurs pendant quinze ans. Henry Ford passa le leadership de son entreprise à son petit-fils Henry Ford II en 1945. En 1946, le jeune Ford découvre que, malgré son succès, le Modèle N a fait perdre à la Ford Motor Company plus de 25 millions de dollars en six ans. Il a réagi en formant Dearborn Motors en novembre 1946, qui reprit la distribution de tracteurs de Ferguson. Ford informa Ferguson qu'après le mois de juillet 1947, il ne livrerait plus de tracteurs à son entreprise. Ferguson poursuivit Henry Ford II, Dearborn Motors et Ford Motor Company et d'autres pour 251 millions de dollars en dommages-intérêts pour contrefaçon et complot en vue de monopoliser le marché du tracteur agricole. Ford Motor Company revendiqua que les brevets avait déjà expiré au moment où Dearborn Motors fut constituée. Environ 750.000 9N ont été construits, et il a été estimé en 2001 que près de la moitié de ces engins étaient encore en usage.
Harry Ferguson avait compris que l'accord poignée de main avait inclus la fabrication du 9N en Grande-Bretagne. La seconde Guerre mondiale est intervenue et l'a empêché, bien que la seule vraie explication soit que Ford Royaume-Uni n'était pas intéressé par ce plan.

## Les modèles de la Série N

### 9N

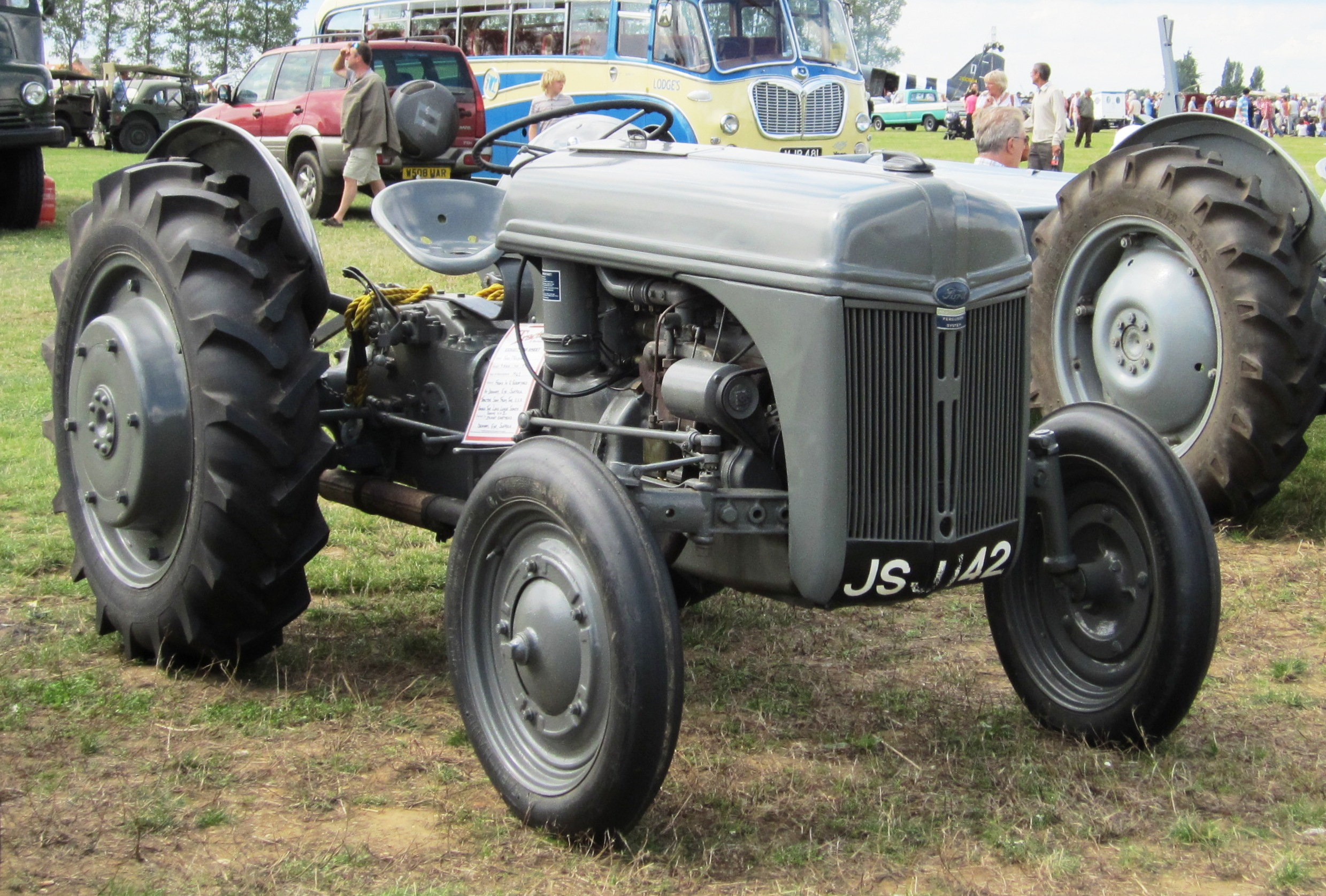
Un Ford 9N

Le premier tracteur de la série était le 9N, le premier tracteur à avoir un attelage à trois points et une prise de force (PTO) à l'arrière. Le 9N a d'abord été démontré à Dearborn, dans le Michigan, le 29 juin 1939. Son nom de modèle utilise le dernier chiffre de l'année d'introduction et une lettre pour le type de produit, le "N" pour les tracteurs (d'où 9N). Comme le Farmall, il a été conçu pour être un tracteur d'usage général de récolte en rangée pour une utilisation sur de petites exploitations. Extrêmement simple, le tracteur 9N est équipé du système Ferguson à trois points d'attache, une boîte à trois vitesses, et des repose-pieds au lieu de marche-pieds. Le 9N est relativement haut et la conception des roues avant largement espacées a abouti à un pilotage un peu lent et une réduction de la maniabilité par rapport aux machines concurrentes telles que les John Deere Modèles A et B, et le Farmall "Lettre de la série". Le 9N avait une voie avant ajustable, une fonctionnalité intéressante pour la récolte de la culture en ligne, via des demi-essieux avant qui pouvaient être glissés et épinglés en place. Il avait aussi une possibilité de modifier la voie arrière en retournant des roues réversibles (le déplacement du côté intérieur vers l'extérieur permettait l'élargissement de la voie arrière). Unique, l'échappement est acheminé sous le tracteur, un peu comme une automobile. Tous les tracteurs 9N ont été peints en gris foncé. Ce tracteur a une prise de force arrière, qui pouvait être utilisée pour l'entraînement des accessoires fixés aux trois points, aussi bien que pour le matériel tracté. L'attelage Ferguson a été conçu pour résoudre certains problèmes rencontrés dans les précédents tracteurs Fordson, tels que le retournement de la charrue lorsqu'elle heurte un obstacle. La partie supérieure de l'attelage pouvait également ajuster par hydraulique la hauteur de la charrue pour améliorer la traction. Cela a été nommé draft control.
Le moteur d'origine du 9N était un moteur à quatre cylindres conçu pour être alimenté par des distillats. Le moteur a les mêmes alésages et courses qu'un banc de moteur Ford V8 d'automobiles. Quelques pièces Ford d'auto et de camion, comme les pignons de distribution et poussoirs de soupapes, ont été utilisés dans ce moteur.
Le moteur Ford 9N était un quatre cylindres à soupapes latérales, avec un alésage de 81 mm et une course de 95,25 mm offrant une cylindrée de 2.000 cm³. La transmission était la boîte à trois vitesses habituelle.
Le tracteur fini pesait 1.060 kg et était initialement vendu pour US$585. C'était un avantage, les tracteurs d'autres fabricants coûtant presque deux fois plus cher.

### 2N
Le 9N a été révisé un certain nombre de fois, jusqu'à être relancé comme 2N en 1942. Le 2N est encore en gris foncé, mais avait des améliorations comme un plus grand ventilateur de refroidissement et un radiateur sous pression. Le 2N, comme le 9N, avait seulement une transmission à 3 vitesses, un désavantage par rapport à de nombreux tracteurs de l'époque, comme le Farmall A et M. La réglementation de temps de guerre imposa des économies de fabrication, et certains 2N peut être vus avec des roues tout acier (sans pneumatiques). Les batteries étaient réservées pour l'effort de guerre, de sorte que le tracteur aux roues tout acier est équipé d'un magnéto d'allumage au lieu d'une batterie, et devait être démarré à la manivelle.
L'introduction d'un nouveau nom de modèle a également permis à Ford d'augmenter le prix du tracteur. En temps de guerre les contrôles des prix ont empêché les augmentations de prix sur les modèles existants, mais ils ne pouvaient pas déterminer le prix d'un "nouveau" modèle. Malgré le changement de nom de modèle, les numéros de série ont continué à être préfixés par "9N".
Après la guerre, les roues en acier et le système de magnéto ont été remplacés par des pneus en caoutchouc et des batteries, respectivement.

### Ferguson et Ford se séparent
En 1945, en raison de sa santé défaillante, Henry Ford passe le contrôle de la Ford Motor Company à Henry Ford II, son petit-fils. Puisque l'accord entre Ford et Ferguson avait été scellé par une poignée de main (par rapport à un contrat écrit) et comportait l'idée que l'une ou l'autre partie pouvait le résilier à tout moment sans raison, Henry Ford II ne s'est pas senti obligé de continuer à l'honorer. Ferguson était furieux et a poursuivi Ford Motor Company. Quelques années plus tard, Ferguson fusionna avec Massey Harris, une société Canadienne, pour devenir Massey Ferguson.

### 8N

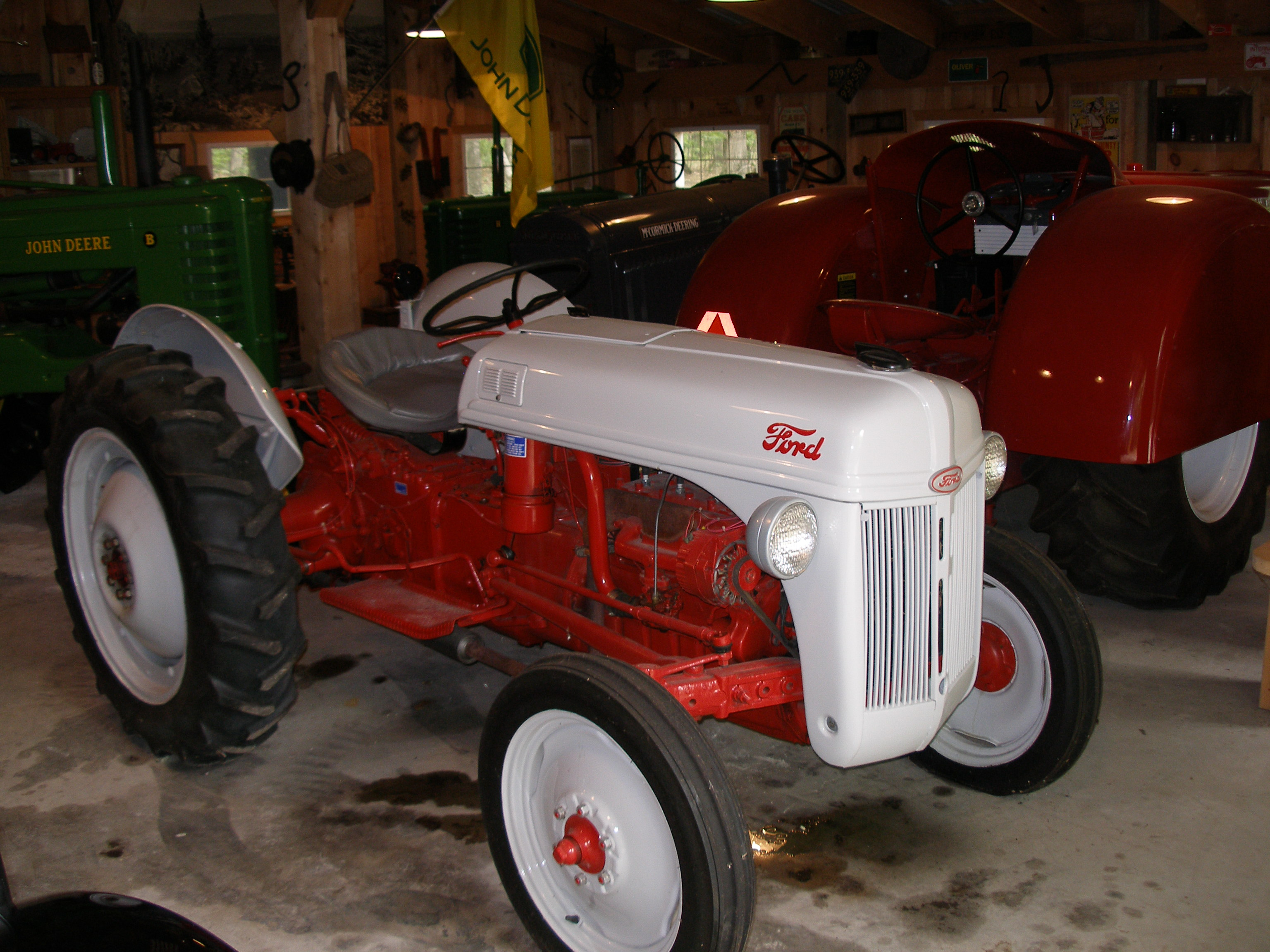
Un Ford 8N restauré

La production officielle du tracteur 8N a commencé en juillet 1947. Équipé d'une boîte à 4 vitesses, ce modèle était destiné à devenir le tracteurs le plus vendu de tous les temps en Amérique du Nord. Les différences les plus remarquables entre les 8N et ses prédécesseurs, est l'inclusion d'une boîte à 4 vitesses de transmission au lieu des 3 vitesses des 9N et 2N, et une hausse de la puissance de la prise de force et du timon. L'autre grand changement sur le 8N a été l'ajout d'un réglage du système hydraulique "position control". Ce changement a été fait en partie pour améliorer la flexibilité dans différentes conditions de sol, et en partie pour échapper aux brevets d'Harry Ferguson sur le système hydraulique. Le système original de contrôle automatique de profondeur du système Ferguson permettrait à la profondeur de varier en fonction des conditions de sol, ce qui ne fonctionne pas bien pour certains outils. La nouvelle commande de réglage de position contourne le problème et permet rester à une position cohérente par rapport à la position du levier de commande. Un inconvénient de cette série de tracteurs était l'absence d'une prise de force. Sans prise de force, certains appareils comme les débroussailleuses qui stockent l'énergie inertielle pouvaient l'envoyer en arrière dans la transmission, ce qui fait avancer le tracteur vers l'avant si l'embrayage est désengagé. Cela a été réglé avec l'avènement de la prise de force dépassant le coupleur.
Le 8N a été équipé avec des marchepieds et a été peint en gris plus clair avec une carrosserie en rouge. C'était le premier tracteur Ford équipé d'un embrayage sur le côté gauche et des freins indépendants sur la droite. Les roues avant largement espacées de la conception des 9N et 2N sont retenues. En 1950, la conception du 8N change pour adopter un distributeur latéral, ainsi qu'un Proofmeter (combiné compteur de vitesse, tachymètre, compteur d'heures) situé sur la partie inférieure droite du tableau de bord.

## Remplacement

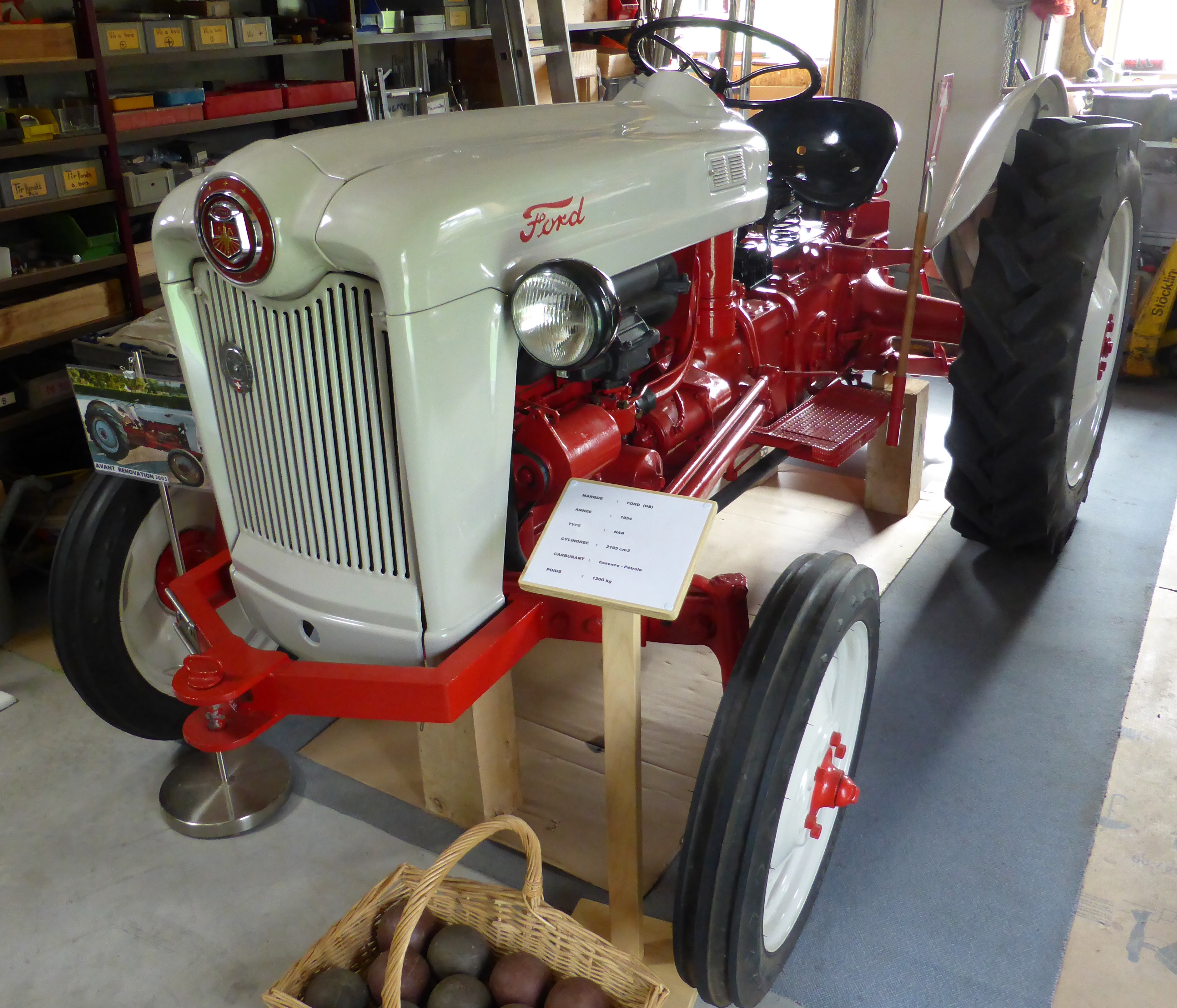
Tracteur Ford NAB restauré

En 1953, les tracteurs de la série N sont remplacés par les tout nouveaux modèles baptisés Jubilé d'Or, aussi connu comme les Ford NAA,. La désignation NAA est une référence aux trois premiers chiffres de la série de style qui commence avec ce tracteur. Plus grand que le 8N, le Jubilé d'Or avait un système hydraulique complet et d'un tout nouveau moteur à soupapes en tête. Le nouveau tracteur est dix centimètres plus long, dix centimètres plus haut et 50 kilos plus lourd, à 1288 kg que les série N. La série 600 suivante dérivaient du NAA. Le "N" dans le numéro de série provoque parfois la confusion que le Jubilé d'Or était une continuation de la série N, mais Ford a continué à utiliser un format de numéros de série NXX pour les tracteurs de la série centaine qui suivit.

## Tracteur hommage New Holland
À compter de 2009, New Holland a produit un tracteur de style rétro conçu pour ressembler au Ford 8N. Le tracteur est basé sur la série Boomer 3050. Le tracteur a un capot de style 8N et des couleurs gris et rouge similaires au 8N. Le tracteur a été produit pendant trois ans, jusqu'en 2011. Le tracteur n'avait pas de pièces en commun avec l'original Ford 8N.

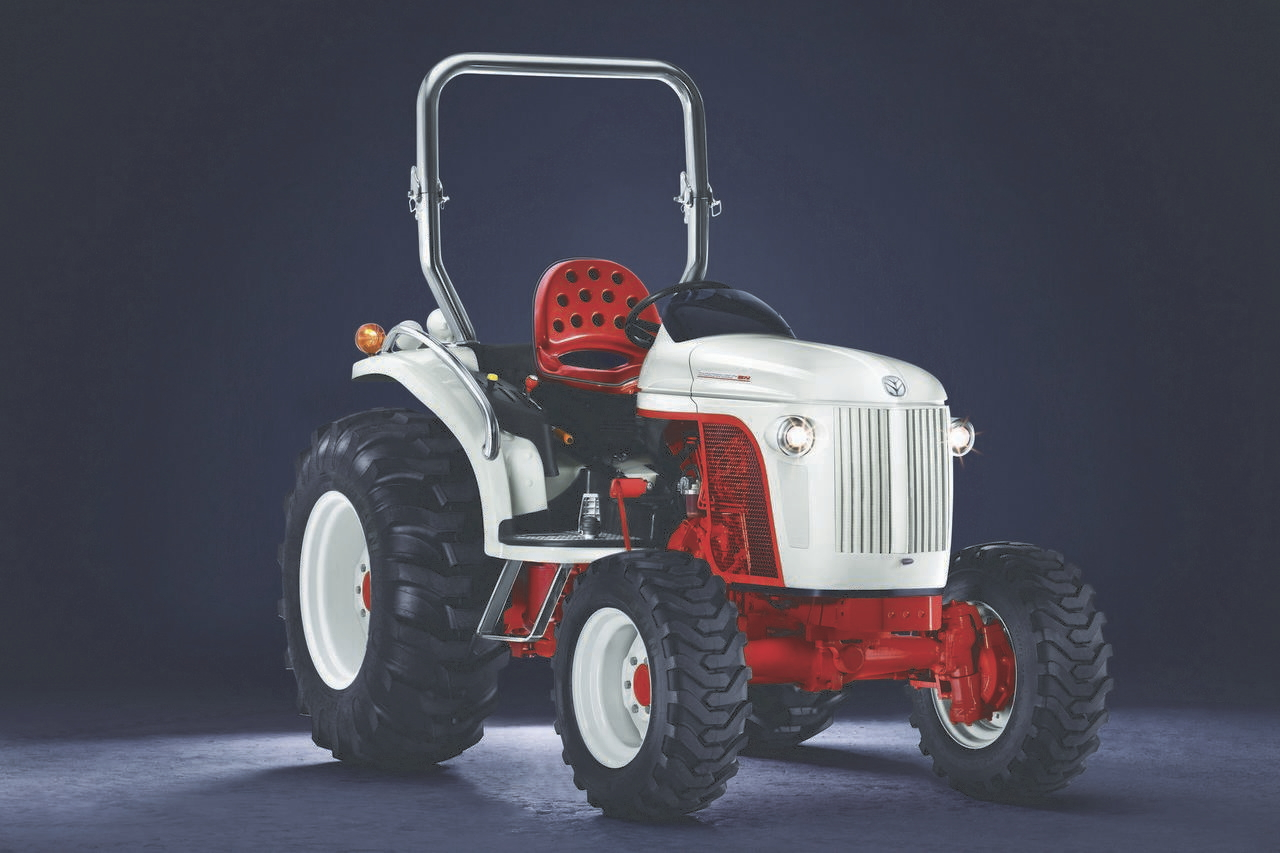
New Holland Boomer 8N
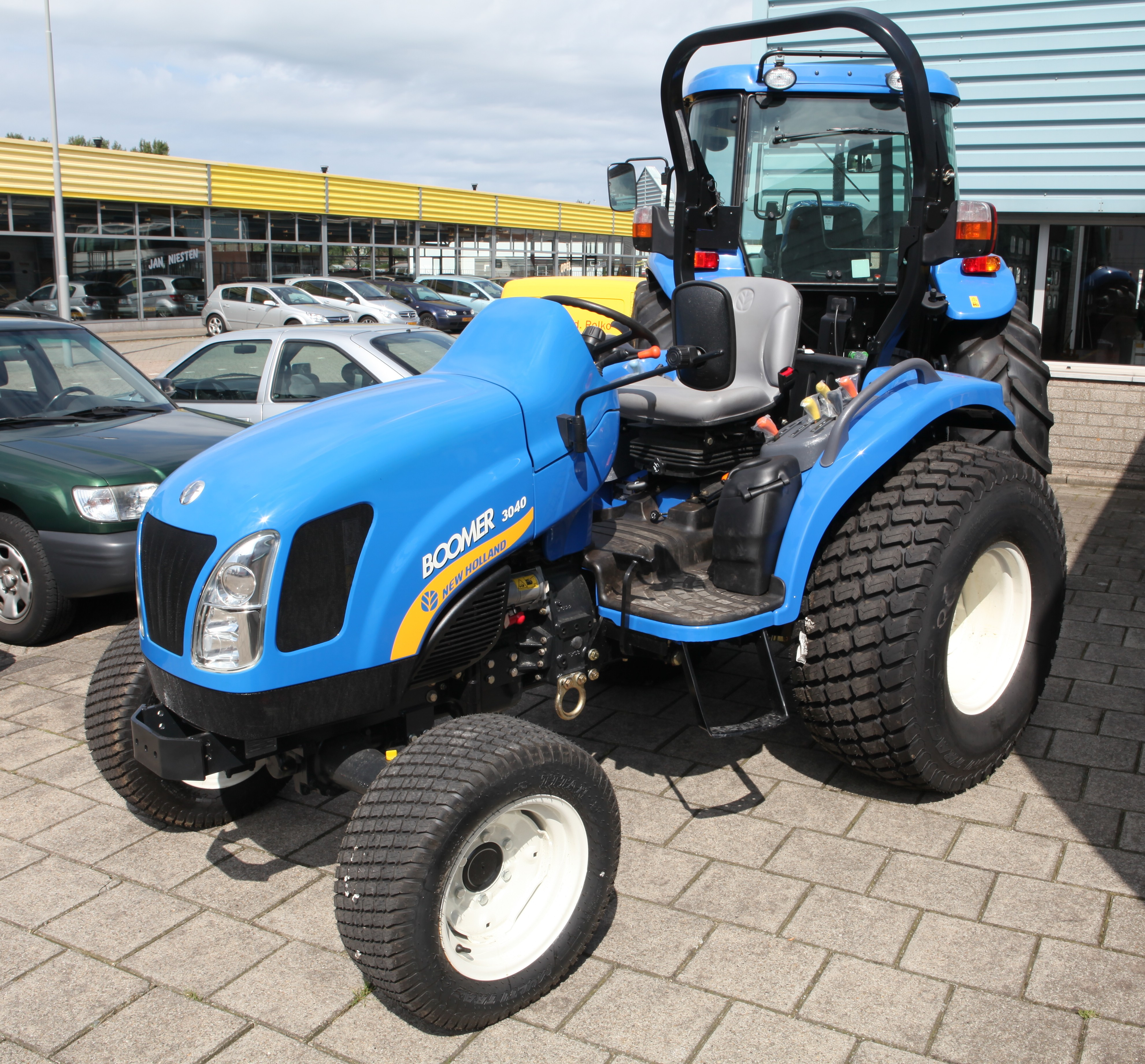
Boomer 3040 (stand-in pour 3050)

## Les concurrents
- John Deere & Company
- Farmall
- J. I. Case